# Carouge
Carouge is een gemeente en plaats in het Zwitserse kanton Genève. Carouge telt 18 987 inwoners.
Carouge ligt direct ten zuiden van Genève, op de linkeroever van de Arve, even voor deze in de Rhône stroomt. Vanwege haar geschiedenis wordt de gemeente ook wel de "Sardijnse stad" genoemd.

## Geschiedenis

### Huis van Savoye
Op 3 juni 1754 tekenen de Republiek Genève (deel van het Zwitsers Eedgenootschap) en het Huis van Savoye (Koninkrijk Piëmont-Sardinië) het Verdrag van Turijn. Met het akkoord eindigt een lange periode van strubbelingen tussen beide machtsspelers. Met dit akkoord moet Genève 50 000 écu en verschillende stukken grond afstaan aan het Huis van Savoye, terwijl ook enkele stukken grond in bezit van het huis van Savoye naar Genève gaan. Dit verdrag vormt de oorsprong van de stad Carouge. In 1754 was Carouge immers slechts een klein gehucht, maar door het akkoord bevond het zich in een uitstekend positie om te groeien: enkel de Arve scheidde de stad Genève van Carouge.
Het dorp ontwikkelt zich snel tot een koninklijke stad en op 31 januari 1786 krijgt Carouge een eigen blazoen en stadstitel. Carouge ontwikkelt zich als eiland van tolerantie met een uitzonderlijk liberaal beleid. In 1777 vestigen vrijmetselaars zich in de stad en in 1779 vestigen zich er joden uit de Elzas en protestanten. Door het edict van 2 mei 1780 wordt Carouge de hoofdstad van de provincie Carouge (ongeveer 37 000 inwoners).

### Franse Revolutie
Op 2 oktober 1792 wordt Savoye binnengevallen door de Franse revolutionaire troepen. De provincie van Carouge wordt zonder weerstand geannexeerd en Carouge wordt toegevoegd aan het nieuw opgerichte departement Mont-Blanc, waarvan Chambéry (de voormalige hoofdstad van Savoye) de nieuwe hoofdplaats wordt. Carouge is van 1792 tot 195 wel een van de zeven districtshoofdplaatsen, tezamen met Chambéry, Annecy, Thonon, Cluses, Moûtiers en Saint-Jean-de-Maurienne.
Wanneer in 1798 ook Genève geannexeerd wordt, wordt Genève de hoofdplaats van het nieuwe departement Léman. Tot september 1814, wanneer Carouge "bevrijd" wordt door de Oostenrijkers, blijft Carouge Frans.

### Na de Fransen
Op 30 mei 1814 wordt door een vredesverdrag bepaald dat Carouge opnieuw deel van het koninkrijk Piëmont-Sardinië wordt. Ook na het einde van Napoleons Honderd Dagen, blijft de stad in eerste instantie Sardijns. Bij het verdrag van Turijn op 16 maart 1816 wordt echter overeengekomen dat de stad Carouge door de Sardijnse koning (met residentie in Turijn) wordt afgestaan aan de Republiek Genève.